# Trichocladium achrasporum
Trichocladium achrasporum är en svampart som först beskrevs av Meyers & R.T. Moore, och fick sitt nu gällande namn av M. Dixon ex Shearer & J.L. Crane 1971. Trichocladium achrasporum ingår i släktet Trichocladium och familjen Chaetomiaceae.   Inga underarter finns listade i Catalogue of Life.